# Kelet-ázsiai labdarúgó-szövetség
A Kelet-ázsiai Labdarúgó-szövetséget (angolul: East Asian Football Federation, röviden: EAFF) 2002. május 28-án alakult a kelet-ázsiai labdarúgó-szövetségek társulásából. A regionális szövetségnek jelenleg 9 teljes jogú és 1 társult tagállama van.
Az EAFF célkitűzése a folyamatos átalakulás előtérbe helyezésével fejleszteni a kelet-ázsiai labdarúgást az egységesség és a szolidaritás megerősítésének jegyében, és a labdarúgáson keresztül közreműködni a béke megteremtésében.

## Tagállamok
- Dél-Korea
- Észak-Korea
- Guam
- Hongkong
- Japán
- Kína
- Makaó
- Mongólia
- Tajvan
- Északi-Mariana-szigetek (Társult tagállam)1

1: Az EAFF hivatalos weboldala alapján Associate, azaz társult tagállam.

## Labdarúgó-események
- Kelet-ázsiai labdarúgó-bajnokság
- Női Kelet-ázsiai labdarúgó-bajnokság
- EAFF U14 Ifjúsági labdarúgó-torna

## Külső hivatkozások
Az EAFF hivatalos weboldala